# Новониколаевка (Самарская область)
Новониколаевка — упразднённое село в Алексеевском районе Самарской области. Входило в состав сельского поселения Гавриловка. Упразднена в 2001 г.

## География
Располагалось на границе с Оренбургской областью, в истоке реки Чапаевка у пруда Барсучий, в 10 км к юго-востоку от центра сельского поселения — посёлка Гавриловский.

## История
По данным на 1986 г. село Новониколаевка входило в состав Гавриловского сельсовета Алексеевского района Куйбышевской области.

## Население
На 1 января 1986 г. в деревне числилось 45 человек, в основном русские.